# Life Corporation
Life Corporation (jap. ライフコーポレーション) – prowadzi sieć japońskich supermarketów Life (ライフ) zapis stylizowany LIFE w regionach Kinki i Kantō. Posiada dwie siedziby w Yodogawie w Osace i Taitō w Tokio. Jest spółką stowarzyszoną metodą praw własności z Mitsubishi Corporation. Notowana na rynku Prime Market Tokijskiej Giełdy Papierów Wartościowych.
Według raportu z sierpnia 2023 roku Life Corporation prowadzi obecnie ponad 300 supermarketów LIFE.

## Działalność
Firma ma dominującą pozycję handlową w dwóch głównych obszarach metropolitalnych regionu Kinki i Tokio, z łączną liczbą 300 sklepów na koniec kwietnia 2023 roku.
Chociaż jest to supermarket skoncentrowany na żywności, koncentruje się również na odzieży, oferując oryginalną odzież, głównie codzienną. W ostatnich latach, w celu konkurowania z drogeriami, rozszerzył również swoją ofertę farmaceutyków i artykułów codziennego użytku. Większe sklepy oferują również pełną gamę pościeli, artykułów gospodarstwa domowego i produktów kuchennych.
Nazwa „Life = Lifestyle” wywodzi się z idei, że supermarkety to branża, która nie tylko sprzedaje towary, ale także oferuje styl życia. Symbol „czterolistnej koniczyny” reprezentuje cztery koncepcje „strategii zarządzania”, „strategii sprzedaży”, „strategii sklepu” i „strategii produktu”. Zielony kolor reprezentuje „świeżość”, „zaufanie” i „szczęście” poprzez oferowane produkty, podczas gdy główny pomarańczowy kolor reprezentuje ciepłą obsługę, która wywołuje uśmiech na twarzach ludzi, a także „witalność” i „pozytywne nastawienie”.